# 코오롱제약
코오롱제약 주식회사는 코오롱그룹 계열의 제약회사이다.

## 사업장 현황
- 본사: 경기도 과천시 코오롱로 11, 코오롱타워 14층
- 대전공장: 대전광역시 대덕구 문평서로 18번길 45
- 신약개발연구소: 경기도 수원시 영통구 창룡대로 256번길 91, 15층